# یواس‌اس ولکام (اس‌پی-۱۱۷۵)
یواس‌اس ولکام (اس‌پی-۱۱۷۵) (به انگلیسی: USS Welcome (SP-1175)) یک کشتی بود که طول آن ۴۰ فوت ۰ اینچ (۱۲٫۱۹ متر) بود. این کشتی در سال ۱۹۱۴ ساخته شد.